# Cryptotis
El género Cryptotis son especies de musarañas que viven en las regiones comprendidas entre el norte de México y Perú  y el oeste de Venezuela.

## Especies
Se conocen las siguientes:
- Cryptotis alticola (C. H. Merriam, 1895)
- Cryptotis andinus Woodman, 2023
- Cryptotis aroensis Quiroga-Carmona & Molinari, 2012[2]
- Cryptotis berlandieri (S. F. Baird, 1857)
- Cryptotis brachyonyx Woodman, 2003
- Cryptotis cavatorculus Woodman, 2015
- Cryptotis celaque Woodman, 2015
- Cryptotis colombianus Woodman & Timm, 1993
- Cryptotis dinirensis Quiroga-Carmona & DoNascimiento, 2016
- Cryptotis eckerlini Woodman, 2019
- Cryptotis endersi Setzer, 1950
- Cryptotis equatoris (O. Thomas, 1912)
- Cryptotis evaristoi Zeballos, Pino, Medina, Pari, Chávez, Tinoco, & Ceballos, 2018
- Cryptotis goldmani (C. H. Merriam, 1895)
- Cryptotis goodwini H. H. T. Jackson, 1933
- Cryptotis gracilis G. S. Miller, 1911
- Cryptotis griseoventris H. H. T. Jackson, 1933
- Cryptotis hondurensis Woodman & Timm, 1992
- Cryptotis huttereri Woodman, 2023
- Cryptotis lacandonensis L. Guevara, Sánchez-Cordero, León-Paniagua, & Woodman, 2014
- Cryptotis lacertosus Woodman, 2010[3]
- Cryptotis magnimanus Woodman & Timm, 1999
- Cryptotis magnus (C. H. Merriam, 1895)[3]
- Cryptotis mam Woodman, 2010
- Cryptotis matsoni Woodman, 2019
- Cryptotis mayensis (C. H. Merriam, 1901)
- Cryptotis mccarthyi Woodman, 2015
- Cryptotis medellinius O. Thomas, 1921
- Cryptotis meridensis (O. Thomas, 1898)
- Cryptotis merriami Choate, 1970
- Cryptotis merus E. A. Goldman, 1912
- Cryptotis mexicanus (Coues, 1877)
- Cryptotis montecristo Woodman, 2019
- Cryptotis monteverdensis Woodman & Timm, 2016
- Cryptotis montivagus (H. E. Anthony, 1921)
- Cryptotis nelsoni (C. H. Merriam, 1895)
- Cryptotis niausa Moreno Cárdenas & L. Albuja, 2014
- Cryptotis nigrescens (J. A. Allen, 1895)
- Cryptotis oreoryctes Woodman, 2011[4]
- Cryptotis orophilus (J. A. Allen, 1895)
- Cryptotis osgoodi (Stone, 1914)
- Cryptotis parvus (Say in James, 1823)
- Cryptotis peregrinus (C. H. Merriam, 1895)
- Cryptotis perijensis Quiroga-Carmona & Woodman, 2015
- Cryptotis peruviensis E. Vivar, Pacheco, & Valqui, 1997
- Cryptotis phillipsii (Schaldach, 1966)
- Cryptotis pueblensis H. H. T. Jackson, 1933
- Cryptotis soricinus (C. H. Merriam, 1895)
- Cryptotis squamipes (J. A. Allen, 1912)
- Cryptotis tamensis Woodman, 2002
- Cryptotis thomasi (C. H. Merriam, 1897)
- Cryptotis tropicalis (C. H. Merriam, 1895)
- Cryptotis venezuelensis Quiroga-Carmona, 2013
- Cryptotis woodmani L. Guevara, 2023

Además, hay algunas especies extintas:
- Cryptotis adamsi†
- Cryptotis kansasensis†